# Adilson Pires
Adilson Nogueira Pires (Rio de Janeiro, 18 de março de 1959) é um político brasileiro. Foi vereador do Rio de Janeiro, vice-prefeito da cidade de 2013 a 2016, foi Secretário de Assistência Social do município, e atualmente é o Secretário Especial de Direitos Humanos e Igualdade Racial.

## Carreira política
No seu 6º mandato na Câmara Municipal do Rio de Janeiro, como líder do Governo, foi responsável pela intermediação entre o Poder Legislativo e o Poder Executivo carioca.
Um dos fundadores do Partido dos Trabalhadores, Adilson foi integrante da primeira direção municipal e presidente do partido por dois mandatos. Sua primeira vitória como vereador foi em 1988, quando se tornou o primeiro parlamentar do PT na Zona Oeste do Rio de Janeiro.
Assumiu a gestão da 1ª Secretaria da Câmara em 1993. Na Câmara, foi também vice-presidente da Comissão de Justiça e Redação.
Em 2002, Adilson foi convidado pelo Governo Benedita da Silva a assumir a Secretaria de Estado de Ação Social e Cidadania.
Adilson Pires participou, como representante do Governo Federal, da organização dos Jogos Panamericanos.
Em 2012, foi eleito vice-prefeito da cidade do Rio de Janeiro na coligação Somos Um Rio, com Eduardo Paes. Acumula a função de secretário municipal de Desenvolvimento Social.
Em abril de 2020, Adilson Pires foi nomeado secretário municipal do trabalho na Prefeitura Municipal de Maricá, permanecendo no cargo, com a reeleição de Fabiano Horta.
Em fevereiro de 2023, assumiu o cargo de Secretário de Assistência Social do município do Rio de Janeiro, sendo nomeado pelo prefeito Eduardo Paes (PSD) e permanceu até dezembro de 2024.
Em janeiro de 2025 foi nomeado Secretário Especial de Direitos Humanos e Igualdade Racial da cidade do Rio de Janeiro.